# Obština Gărmen
Obština Gărmen (bulharsky Община Гърмен) je bulharská jednotka územní samosprávy v Blagoevgradské oblasti. Leží v jihozápadním Bulharsku – na západních svazích Západních Rodopů a na jihozápadě malou částí též v údolí Mesty. Správním střediskem je ves Gărmen, kromě ní obština zahrnuje 15 vesnic. Žije zde přes 13 tisíc stálých obyvatel.

## Sídla
| - Baldevo - Dăbnica - Debren - Dolno Drjanovo - Gărmen (sídlo správy) - Gorno Drjanovo | - Chvosťane - Kovačevica - Kruševo - Lešten - Marčevo - Ogňanovo | - Oreše - Osikovo - Ribnovo - Skrebatno |

## Sousední obštiny
| Růžice kompasu |             | Bansko         | Sărnica | Růžice kompasu |
| Růžice kompasu | Goce Delčev | Sever          |         | Růžice kompasu |
| Růžice kompasu | Goce Delčev | Obština Gărmen |         | Růžice kompasu |
| Růžice kompasu | Goce Delčev | Jih            |         | Růžice kompasu |
| Růžice kompasu |             | Chadžidimovo   | Satovča | Růžice kompasu |

## Obyvatelstvo
V obštině žije 13 405 stálých obyvatel a včetně přechodně hlášených obyvatel 17 242. Podle sčítáni 1. února 2011 bylo národnostní složení následující:
- Bulhaři: 7 262 (65.0 %)
- Turci: 1 774 (15.9 %)
- Romové: 1 386 (12.4 %)
- ostatní: 754 (6.7 %)